# Archivio di Stato di Ravenna
L'Archivio di Stato di Ravenna è l'ufficio periferico del Ministero della Cultura che per legge conserva la documentazione storica prodotta dagli uffici degli Stati preunitari, dagli enti pubblici della provincia di Ravenna e per deposito volontario, custodia temporanea, donazione o acquisto ogni altro archivio o raccolta documentaria di importanza storica.
Dal 1967 ha alle sue dipendenze la Sezione di Archivio di Stato di Faenza.

## Storia

### Storia dell'istituto
L'Archivio di Stato di Ravenna, istituito come sezione di Archivio di Stato con decreto ministeriale 15 maggio 1941, divenne Archivio di Stato a seguito del D.P.R.. 30 settembre 1963, n. 1409. Riunì inizialmente i fondi archivistici conservati sino a quel momento presso la Biblioteca comunale Classense: corporazioni religiose, parte degli antichi archivi giudiziari, legazioni di Romagna e di Ravenna, insieme con l'archivio storico comunale. Il deposito di quest'ultimo fu però ritirato dal Comune di Ravenna nel 1956, in occasione del trasferimento della sezione nell'edificio dei chiostri già facenti parte del Convento di San Francesco.
Con il trasferimento in una sede più ampia nel 1966, in uno stabile in via Guaccimanni a Ravenna, l'Archivio è stato messo in condizione di raccogliere e riunire un considerevole numero di archivi di uffici ed enti pubblici, insieme ad alcuni archivi privati, della città e del distretto di Ravenna (con Alfonsine e Cervia), nonché dei territori dell'antica Romagna estense (Bagnacavallo, Conselice, Cotignola, Fusignano, Lugo, Massa Lombarda, Sant'Agata sul Santerno) che dal 1598 (anno della devoluzione di Ferrara) al 1859 avevano fatto parte della Legazione di Ferrara.
Con il decreto del Ministero dell’Interno del 29 marzo 1967 venne istituita alle dipendenze dell'Archivio di Stato di Ravenna la Sezione di Archivio di Stato di Faenza. Aperta al pubblico il 12 gennaio 1970 essa conserva i fondi archivistici statali, comunali e privati già depositati presso la Biblioteca Comunale Manfrediana di Faenza, ove erano venuti riunendosi sin dagli anni immediatamente successivi al 1861, nonché alcuni fondi pervenuti alla Sezione dopo la sua apertura.
Dal 2008 l'Archivio ha sede in un corpo di fabbrica dell’ex complesso benedettino di San Vitale, anticamente adibito a magazzino, inserito all'interno di una vasta area definita "Cittadella della cultura", dove trovano ospitalità diversi altri istituti culturali, quali la Soprintendenza Archeologia, Belle Arti e Paesaggio per le province di Ravenna, Forlì-Cesena e Rimini, il Museo Nazionale di Ravenna e la Scuola per il Restauro del Mosaico.

### Direttori
- Augusto Torre, 1948-1955
- Giuseppe Plessi, 1955-1963
- Giuseppe Plessi, 1963-1967 (ad interim)
- Giuseppe Gatella, 1967-1968
- Giuseppe Rabotti, 1968-1974
- Maria Parente, 1974-1975
- Vincenzo Carbone, 1975-1979[2]
- Luigi Contegiacomo 1983 -1985
- Manuela Mantani 1985 -2017
- Giovanna Caniatti 2017-2021
- Michela Dolcini 2021 - presente

## Patrimonio

### Archivio di Stato di Ravenna
Tra i circa 10 chilometri di documentazione che l'Archivio oggi conserva si trovano i fondi relativi all'attività politica e giudiziaria delle istituzioni pubbliche di antico regime della Legazione di Romagna (Legato di Romagna, Curia generale civile della Legazione di Romagna e Pretore e Governatore di Ravenna), delle istituzioni nate durante l'esperienza napoleonica (Sottoprefettura del Dipartimento del Rubicone e tribunali del dipartimento), e, dopo il 1815, della Legazione apostolica di Ravenna. Sono inoltre conservati gli archivi notarili del distretto di Ravenna, con documentazione dal 1306, e i fondi delle Corporazioni religiose - monasteri, compagnie e confraternite - soppresse tra il 1797 e 1805, con documentazione a partire dal X secolo (Abbazie di San Vitale, Sant’Apollinare in Classe, Santa Maria in Porto e Sant’Andrea).
La documentazione è strettamente complementare non solo con quella dell'archivio storico comunale, ma anche con quella del ricco archivio storico diocesano: con quest'ultimo, per il periodo più antico e fino alla fine del sec. XVIII, essa condivide la sfera d'influenza, che, al di là dei confini dell'attuale provincia, si estende a tutta la Romagna e a parte del Ferrarese e delle Marche.
Per la ricostruzione delle vicende della storia della provincia a partire dall'Unità si segnalano gli archivi della Prefettura, del Tribunale e della Questura, oltre all'archivio del Genio civile di Ravenna, che conserva anche il materiale dell'ingegnere in capo d'acque e strade del Dipartimento del Rubicone e dell'ingegnere della Legazione apostolica di Ravenna. E' conservata anche la documentazione catastale proveniente dall'Ufficio tecnico erariale di Ravenna e dagli Uffici distrettuali delle imposte dirette di Ravenna e Lugo di Romagna, insieme con gli archivi notarili.  L'Archivio di Stato ha in deposito, tra gli altri, l'archivio della Provincia di Ravenna, l'archivio dell'Ospedale di Santa Maria delle croci, istituti uniti e altre opere pie e l'archivio della Camera di commercio, industria, artigianato, agricoltura di Ravenna. Tra gli archivi privati si segnalano quello della famiglia Rasponi Dalle Teste di Ravenna e l'archivio dei Borea de Buzzaccarini Regoli di Lugo.
Non sono più patrimonio dell'Archivio di Stato l'archivio del Comune di Sant'Agata sul Santerno (1527-1905), già conservato in deposito e ritirato dal Comune stesso nel 2001, e gli stemmi dei governi di Ravenna e di Romagna (1845-1955), restituiti alla Prefettura di Ravenna nel 2004 e di cui nel 1971 era stata curata l'intera riproduzione su diapositive a colori.

### Sezione di Archivio di Stato di Faenza
Il patrimonio documentario conservato presso la Sezione di Faenza riveste un’importanza centrale per lo studio della storia della città e del territorio faentini. Fra i fondi che conservano il materiale più antico vi è quello delle Corporazioni religiose di Faenza, che riunisce gli archivi delle antiche corporazioni ecclesiastiche soppresse e delle confraternite laiche di Faenza e di alcuni comuni del distretto. Per la conoscenza del territorio e delle proprietà fondiarie importante è il fondo dei Catasti, che raccoglie documentazione proveniente dall’Ufficio distrettuale delle imposte dirette di Faenza; rilevanti sono inoltre gli archivi notarili di Faenza, Brisighella, Castel Bolognese, Riolo, Casola Valsenio, Solarolo e Bagnara. Tra i fondi giudiziari di età moderna si conservano il Pretore di Faenza, il Governatore di Faenza e il Vicariato di Modigliana, che raccoglie documentazione civile e penale fin dal XIV secolo.
Di particolare interesse è poi l’archivio storico del Comune di Faenza, depositato presso la Sezione dal 1971: il fondo comprende sia la parte dell’antico archivio comunale, che copre l’arco cronologico che va dall’inizio del XVI secolo al 1797 (con documenti dal X secolo), che quella moderna, con documentazione che arriva fino al 1956.
Fra gli archivi privati si segnalano quelli delle famiglie Laderchi, Mazzolani-Sessi, Spada e, di recente acquisizione, l'archivio della famiglia Zanelli-Quarantini.